# 摩尔 (单位)
摩尔是物质的量的国际单位，符号为 mol。1摩尔是指化学物质所含基本实体（elementary entities）个数等于 6.02214076×1023，即阿伏伽德罗常数。使用摩尔时，应指明基本实体，可以是分子、原子、离子、电子或其他基本实体，也可以是基本实体的特定组合体。
1摩尔物质中所含基本实体的个数等于阿伏伽德罗常数，符号为 {\displaystyle N_{A}}，数值等於 6.02214076×1023 也等於質量除以分子量，常取 6.02×1023。摩尔是國際單位制的七個基本單位之一，在量綱分析中會用符號 n 表示。
摩尔可以用于表达原子、电子和离子等微观粒子的数量。在化学反应的定量计算中，常使用摩尔。例如氢气与氧气反应生成水，可以用化学方程式表达为：{\displaystyle {\ce {2H2 + O2 -> 2H2O}}}。其意义为 2摩尔氢气与 1摩尔氧气反应生成 2摩尔水。溶液的浓度也常用物质的量浓度，即摩尔浓度表示，例如 1mol/L的氯化钠溶液，表示每升该溶液中含有1摩尔氯化钠。
摩尔质量定义为一摩尔某物质的质量，以克计量时在数值上等于该物质的相对分子质量（或相对原子质量）。例如水分子的相对分子质量约为 18.015，一摩尔水的质量为 18.015克。
“克-分子”（gram-molecule）曾被用来表达本质上相同的概念，1克-分子的純物質表示其質量等於該物質數量為阿伏伽德罗常数時的質量。而“克-原子”（gram-atom）则用来表示一个相关但不同的概念，1克-原子的元素表示其質量等於該原子的數量為阿伏伽德罗常数時的質量。例如 1摩尔 {\displaystyle {\ce {MgB2}}} 是 1“克-分子”{\displaystyle {\ce {MgB2}}}，是由 1“克-原子”{\displaystyle {\ce {Mg}}} 及 2“克-原子”{\displaystyle {\ce {B}}} 組成。。
一些科学家以1摩尔物质所含微粒数——亞佛加厥常數确定了一个纪念日——摩尔日。摩尔日纪念活动在每年的10月23日举行，也有一些纪念活动在6月2日举行。

## 定义和相关概念

### 定義
截至2011年，国际度量衡局定义一摩尔为：拥有与 12公克的碳-12（碳元素中相对原子质量为 12的原子）所含原子数量相同的基本实体的系统，其物质的量为 1摩尔。因此 1摩尔的纯碳-12的质量恰好是 12克。
由于质量单位克与原子质量没有直接关联，所以决定每摩尔物质含有的微粒数的阿伏伽德罗常数 NA，需要由实验测量得出。
2010年，科学技术数据委员会采纳的 NA 值为
6.02214129×1023 ± 0.00000027×1023。
2011年，该数值修正为
6.02214078×1023 ± 0.00000018×1023。
2019年，由於國際單位制基本單位的重新定義，此數值被定義為
6.02214076 × 1023。

### 摩尔质量
某物质每一摩爾的质量，被称为该物质的摩尔质量 Mmol。从数值上看，一种物质的摩尔质量（以克/摩尔计）与它的相对原子质量相等。
某物质的摩爾量 n，该物质的摩尔质量 Mmol 以及總质量 M 的关系为：
{\displaystyle n={\frac {M}{M_{\mathrm {mol} }}}}

### 摩尔体积
對於某物質（常指氣體），每一摩尔的体积稱為該物質的摩爾體積 Vmol。在標準狀態 0 ℃、100 kPa 下，理想氣體的標準摩爾體積是 22.7 dm3 。
某物質的摩爾量 n ，該物質的摩爾體積 Vmol 以及總體積 V 的關係為：
{\displaystyle n={\frac {V}{V_{\mathrm {CSI} }}}} 。

## 语源
摩尔一词来自德語：，由德国化学家 Wilhelm Ostwald 于 1900年创造，是 Molekül 的缩写，后者则源自拉丁語：（极微小的粒子）是拉丁語：（一团）的指小詞。1902年英语首次使用 mole 来描述物质的量。以上年分各文献略有出入。

## 历史
摩尔的历史和相对原子质量、阿伏加德罗常数等一系列相关概念的历史有关。
1805年，约翰·道尔顿发布了第一张相对原子质量表，它将氢原子的相对原子质量定为1。这张表中的数据是依据元素在化合物中质量比确定的，因此化学家不必以认同当时还不完善的原子理论为前提来使用这张表，这使得该表被广泛接受。
永斯·贝采利乌斯将相对原子质量的精度进一步提高。他是首个将氧原子作为相对原子质量基准的化学家。由于氧和许多其他元素能形成化合物，因此使用它作为基准来确定元素的相对原子质量十分方便。然而他所采用的将氧原子的相对原子质量定为100的做法，并没有得到广泛采用。
查尔斯·弗雷德里克·格哈特、亨利·维克托·勒尼奥和斯坦尼斯劳·坎尼扎罗三人发展了贝采利乌斯的工作，解决了当时许多化合物的化学计量尚不知晓的问题。他们的工作在1860年的卡尔斯鲁厄会议上 受到了舆论的关注。此后，化学界普遍将氢的相对原子质量定为1。尽管在那时，测量精度不高，相对误差有1%左右，但这样的规定在数字上与后来的“氧原 子=16”的标准等价。然而，将氧原子作为相对原子质量标准能带来更多的便利，在分析化学中能有更多好处，而且原子质量也能变得更为准确。
当质谱分析发展之后，氧-16成为了新的“标准物质”，替代了原来的天然的氧（天然的氧还含有氧的另外两种同位素）。1960年代，摩尔的定义基于碳-12，也就是现在的标准。这四种不同的定义在1%的误差内是等价的。
| 計算基礎                                        | 計算基礎 相對於{\displaystyle {\ce {^12C}}}{\displaystyle =12}的數值 | 計算基礎 相對於{\displaystyle {\ce {^12C}}}{\displaystyle =12}基礎下的偏差 |
| ----------------------------------------------- | -------------------------------------------------------------------- | -------------------------------------------------------------------------- |
| 氢原子相对原子质量 = 1                          | 1.00794(7)                                                           | −0.788%                                                                    |
| 氧原子相对原子质量 = 16                         | 15.9994(3)                                                           | +0.00375%                                                                  |
| {\displaystyle {\ce {^16O}}}的相对原子质量 = 16 | 15.9949146221(15)                                                    | +0.0318%                                                                   |

1894年化学家威廉·奥斯特瓦尔德由德语单词Molekül（分子）创造了单位Mol。摩尔（mole）的名称是1897年翻译该单位时产生的。不過相關的等效質量概念早在一個世紀就已使用。
摩尔在1971年的第十四届（CGPM）上被确定为第七个国际单位制单位并将作为基本物理量的基本单位之一。

## 有關莫耳作為單位的爭議
自從1971年莫耳成為國際單位制的一個單位起，對於莫耳是否可以像公尺或是秒一樣成為一個單位，有許多不同的反對意見：
- 某一物質中分子的數量是無因次量，可以單純用數字來表示，不需要特別設一個單位[9]。
- 國際單位制的莫耳和分析化學沒有什麼關係，而且會對先進經濟體增加一些其實可以避免的費用[15]。
- 莫耳不是一個真正可以量測的單位，比較算是一個參數性的單位，且物質的量本身也是參數性的量[16]。
- 國際單位制定義物體數量的量綱是1，因此物體數量和原子分子數量就有了不同的量綱，這在本體論上是很怪的[17]。

在化學上，自從約瑟夫·普魯斯特的定比定律（1794年）開始，就已知道確定化學系统中各成份的質量並不足以完整定義此系統。物質的量可以描述為質量除以普魯斯特的「已定義比例」，其中含有的資訊是只量測質量無法得到的。如同约翰·道尔顿的道爾頓分壓定律（1803年）所提到的，在量測物質的量時，不一定需要其質量（雖然實務上這是常用的方式）。有許多有關物質的量和其他物理量的物理定律，最著名的可能是理想氣體定律（此定律最早是在1857年提出）。mole一詞最早是在是一本描述這些依数性的書中提到的。

## 其他也稱為「摩尔」的單位
化學工程師常常使用摩尔，但此單位在工業應用上又太小的。為了避免和英制（或是美制）間的轉換，有些工程師會改用磅-莫耳（lb-mol或lbmol），定義為12磅{\displaystyle {\ce {^12C}}}中的原子數為12磅-莫耳，因此1磅-莫耳等於453.59237 mol。
在公制系統中，化學工程師曾經用公斤-莫耳（kg-mol），定義為12公斤{\displaystyle {\ce {^12C}}}中的原子數，原來的莫耳改稱為公克-莫耳（g-mol），用在和實驗有關的場合。
在20世紀末化學工程師在實務上會使用千莫耳（kmol），在數值上和上述的公斤-莫耳相同，但其名稱及符號符合國際單位制對於單位和用字頭表示倍數的原則，1kmol為1000莫耳，這就像使用公斤（kg）而不使用公克（g）的原因相近。使用千莫耳的單位不只是在量值上的方便而已，也使化學工程中用的公式可以連貫，例如流量從kg/s轉換到kmol/s只需要用到分子量，若流量從kg/s轉換到mol/s，除了用到分子量外，還會用到1000的係數。的確公式中有其他轉換係數容易造成混淆及誤解。也許連貫的定義也就是在建模時的方程式不需要額外的轉換系數。
濃度若用kmol/m3的單位表示，在數值上和mol/dm3相同，後者是化學者家在量測時常用的單位，這有助於相關的換算。

## 新的莫耳單位定義
2011年第24次國際度量衡大會（CGPM）中提出一個有關国际单位制基本单位定義修改的計劃。此計劃有一個草案要重新定義莫耳單位，使亞佛加厥常數可以固定為6.022 14X ×1023。其中草案中的符號X是指數值中可以再增加的一位或二位精確度，使用最近CODATA校正結果而定。
2018年11月16日，新定义提案获得通过，并于2019年5月20日起生效。

## 相關單位
溶液中體積莫耳濃度（molarity）的國際單位制單位為mol/m3。不過大部份的化學文獻都會用mol/dm3或是mol·dm−3，這二個單位和mol/L相同。此單位一般會用大寫的M表示，有時也會加国际单位制词头，例如mmol/L也會用mM來表示。
重量莫耳濃度（molality）是另一種表示溶液濃度的方式，國際單位制單位為mol/kg，此單位有時會用小寫的m表示。不過重量莫耳濃度是溶質摩尔數除以溶劑重量，和體積莫耳濃度以溶液體積為分母的概念不同。

## 和莫耳有關的節日
8月8日稱為摩尔日，這是化學家因此一單位而有的非正式節日，日期是衍生自亞佛加厥常數，數值大約是6.022×1023。摩尔日從上午6:02開始，在下午6:02結束。
不過有些化學家認定的莫耳日是6月2日或是2月6日，主要是其日期可以用6.02來表示。

## 註解及參考資料
1. ↑  CIPM Report of 106th Meeting 的存檔，存档日期27 January 2018. Retrieved 7 April 2018
2. 1 2 3 4  International Bureau of Weights and Measures,  (PDF) 8th: 114–15, 2006, ISBN 92-822-2213-6 （英语）
3. ↑  Wang, Yuxing; Bouquet, Fr d ric; Sheikin, Ilya; Toulemonde, Pierre; Revaz, Bernard; Eisterer, Michael; Weber, Harald W; Hinderer, Joerg; Junod, Alain;  et al. . Journal of Physics: Condensed Matter. 2003, 15 (6): 883–893. Bibcode:2003JPCM...15..883W. arXiv:cond-mat/0208169 . doi:10.1088/0953-8984/15/6/315.
4. ↑  Lortz, R.; Wang, Y.; Abe, S.; Meingast, C.; Paderno, Yu.; Filippov, V.; Junod, A.;  et al. . Phys. Rev. B. 2005, 72 (2): 024547. Bibcode:2005PhRvB..72b4547L. arXiv:cond-mat/0502193 . doi:10.1103/PhysRevB.72.024547.
5. ↑  .   [2016-09-03]. （原始内容存档于2015-06-29）.
6. ↑  Andreas, Birk;  et al. . Physical Review Letters. 2011, 106 (3): 30801. Bibcode:2011PhRvL.106c0801A. arXiv:1010.2317 . doi:10.1103/PhysRevLett.106.030801.
7. ↑  .   [2022-05-01]. （原始内容存档于2022-06-08）.
8. ↑  Some sources place the date of first usage in English as 1902. Merriam–Webster proposes 的存檔，存档日期2011-11-02. an etymology from Molekulärgewicht (molecular weight).
9. 1 2  de Bièvre, P.; Peiser, H.S.  (PDF). Pure Appl. Chem. 1992, 64 (10): 1535–43  [2016-09-03]. doi:10.1351/pac199264101535. （原始内容存档 (PDF)于2011-06-29）.
10. ↑  Helm, Georg. . transl. by Livingston, J.; Morgan, R. New York: Wiley: 6. 1897.
11. ↑  Some sources place the date of first usage in English as 1902. Merriam–Webster proposes （页面存档备份，存于） an etymology from Molekulärgewicht (molecular weight).
12. ↑  Ostwald, Wilhelm. . Leipzig. 1893: 119.
13. ↑  mole, n.8, Oxford English Dictionary, Draft Revision Dec. 2008
14. ↑  . www.bipm.org.   [2020-11-19]. （原始内容存档于2021-03-04）.
15. ↑  Price, Gary. . Accreditation and Quality Assurance. 2010, 15 (7): 421–427. doi:10.1007/s00769-010-0655-z.[永久][永久].
16. ↑  Johansson, Ingvar. . Metrologia. 2010, 47 (3): 219–230. Bibcode:2010Metro..47..219J. doi:10.1088/0026-1394/47/3/012.
17. ↑  Cooper, G; Humphry, S. . Synthese. 2010, 187 (2): 393. doi:10.1007/s11229-010-9832-1.
18. ↑  尤其像在計算熱力學（例如理想氣體定律）若使用摩尔及國際單位制的體積單位，會多出現一個1000的係數，因此工程師多半會選用千莫耳（kilomole）以避免此問題。
19. ↑  Himmelblau, David.  6. 1996: 17–20. ISBN 0-13-305798-4.
20. ↑   (PDF). Paris: BIPM. 17–21 Oct 2011  [2016-09-03]. （原始内容存档 (PDF)于2012-01-06）.
21. ↑  . NIST. 2018-11-16  [2018-11-16]. （原始内容存档于2018-11-18） （英语）.
22. ↑  History of National Mole Day Foundation, Inc 的存檔，存档日期2010-10-23.
23. ↑  Happy Mole Day! （页面存档备份，存于）, Mary Bigelow. SciLinks blog, National Science Teachers Association. October 17, 2013.
24. ↑  What Is Mole Day? - Date and How to Celebrate （页面存档备份，存于）, Anne Marie Helmenstine. About.com
25. ↑  The Perse School, , Cambridge Network, Feb 7, 2013  [Feb 11, 2015], （原始内容存档于2015-02-11）, As 6.02 corresponds to 6th February, the School has adopted the date as their ‘Mole Day’.

## 外部連結
- .   [2016-09-03]. （原始内容存档于2007-12-22）.